# Peucaea
Peucaea é um gênero de ave da família Passerellidae.

## Espécies
Oito espécies são reconhecidas para o gênero Peucaea:
- Peucaea ruficauda
- Peucaea humeralis
- Peucaea mystacalis
- Peucaea sumichrasti
- Peucaea carpalis
- Peucaea cassinii
- Peucaea aestivalis
- Peucaea botterii